# 市销率
股價營收比（英語：Price-to-Sales Ratio，縮寫：P/S或PSR），或稱股价营收比、市值营收比，是股票的一个估值指标。市销率是以公司市值除以上一會計年度（或季度）的营业收入，或等价地，以公司股价除以每股营业收入。也是投资银行业务中一个重要的参照数据。

## 計算公式
市值營收比＝股價／每股營收
```
        ＝（股價 × 總股數）／營收
        ＝總市值／營收
```

## 指標意義
这一指标可以用于确定股票相对于过去业绩的价值。市销率也用于来确定一个市场板块或整个股票市场中的相对估值。市销率越小（比如小于1），通常被认为投资价值越高，这是因为投资者可以付出比单位营利收入更少的钱购买股票。
不同的市场板块市销率的差别很大，所以市销率在比较同一市场板块或子板块的股票中最有用。 同样，由于营利收入不像盈利那样容易操纵，因此市销率比市盈率更具业绩的指标性。但市销率并不能够揭示整个经营情况，因为公司可能是亏损的。市销率经常被用于来评估亏损公司的股票，因为没有市盈率可以参考。在几乎所有网络公司都亏损的时代，人们使用市销率来评价网络公司的价值。（相当于流量，变现率只能是同业概率估计）
肯尼斯·L.费希尔在他1984年的道琼斯图书《超级强势股》（ISBN 7-5058-2100-8/ISBN 9574930106,英文书名 Super Stocks）中详述了他关于市销率的发明和实证的理论工作。他被认为是第一个定义和使用市销率来识别被低估值的股票。费希尔认为超级强势股的市销率可能在0.75
以下，建议避免买入市销率大于1.5的股票。
在费希尔最新的书《投資最重要的3個問題》中，他认为被广泛使用的市销率不再成为低估值股票的指标。然而市销率仍然被注册金融分析师证书考试列为必备课程。